# Историкии
Историкии (болг. Историкии/Историкии за бога, съдържащи накратко годините от Адам до пришествието Христово и пак от Христос до сегашния 12 индикт) — историческое сочинение древнеболгарской литературы, написанное около 893/894 года Константином Преславским.
«Историкии» были написаны на основе византийских книг: «Летописца вкратце» и «Пасхальной хроники». Сочинение содержит годы правления и имена библейских, греческих, персидских и византийских правителей от «сотворения мира» до времени царствования Льва Философа (ум. 912), а также добавления по болгарской истории. По форме повествования «Историкии» сближается с «Именником болгарских ханов». «Историкии» был первым историческим сочинением христианской Болгарии.